# Wetterau-Museum
Das Wetterau-Museum im hessischen Friedberg zeigt kulturgeschichtliche Exponate und archäologische Funde aus Friedberg und der Wetterau. Die frühen Epochen der Menschheitsgeschichte in der fruchtbaren Kulturlandschaft sind durch zahlreiche Bodenfunde repräsentiert. Einen Schwerpunkt bilden bedeutende Fundstücke von den Kelten sowie aus der römischen Zeit. Die mittelalterliche Geschichte von Reichsstadt, Burg und Burggrafschaft Friedberg ist durch zahlreiche Exponate dargestellt. Die Ausstellung zur Neuzeit greift herausragende Themen und Ereignisse der regionalen Geschichte auf, darunter eine großflächige Schau zur Mechanisierung der Landwirtschaft sowie Erinnerungen an Elvis Presley.

## Lage
Das Museum befindet sich in der Nachbarschaft der Stadtkirche zwischen Haagstraße und Schnurstraße (Eingang Haagstraße 16). Es befindet sich in fußläufiger Entfernung zum Bahnhof Friedberg und zur Friedberger Altstadt. Parkmöglichkeiten befinden sich unmittelbar westlich sowie im Parkhaus in der Alten Bahnhofstraße.
Im selben Gebäude sind auch der Kunstverein Friedberg mit Ausstellungsräumen sowie die Kreisarchäologie des Wetteraukreises vertreten.

## Geschichte des Museums
Die Gründung des Wetterau-Museums fällt in die Zeit kurz vor 1900, als in Friedberg zahlreiche Funde aus der Römerzeit entdeckt wurden. Auch der Friedberger Geschichtsverein wurde damals gegründet. Der Standort des Museums wechselte mehrmals. Es befand sich zunächst im Feldwebelbau des Großherzoglichen Schlosses auf der Burg Friedberg, seit 1901 in der Augustinerschule, ab 1905 in der Usagasse 38, bis es 1913 an den jetzigen Standort umzog. Wegen des Ersten Weltkriegs konnte es jedoch erst am 16. Mai 1920 am neuen Standort eröffnet werden. Dort blieb es bestehen mit Ausnahme der Auslagerung der Bestände im Zweiten Weltkrieg. Der Name änderte sich anfangs mehrmals (Historisches Museum der Stadt und der Wetterau und Wetterauer Museum)
Das zweigeschossige Museumsgebäude wurde 1882 für städtische Pferdeställe und eine Gewerbeschule erbaut und steht unter Denkmalschutz.

## Sammlung

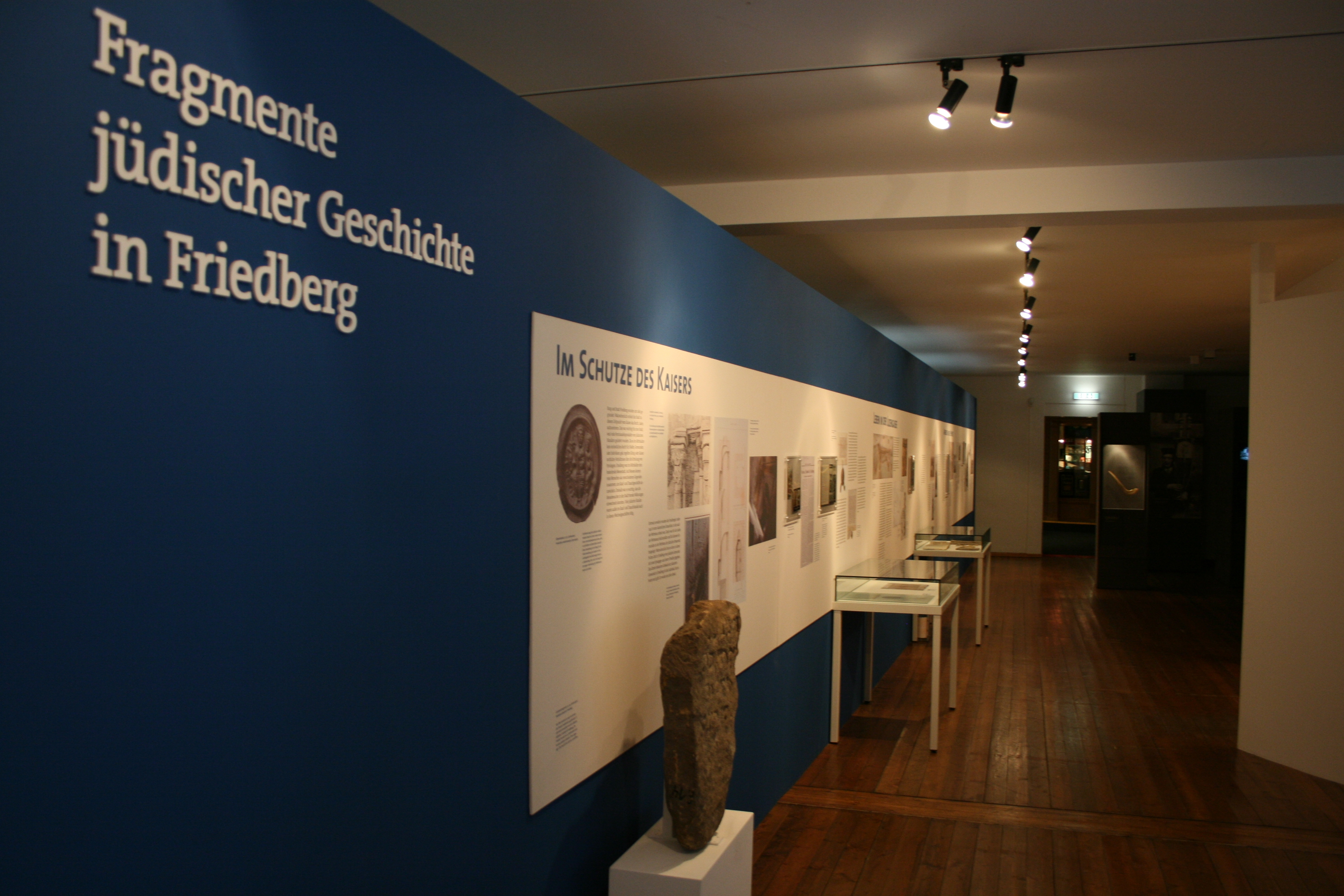
Blick in die Sonderausstellung 2010

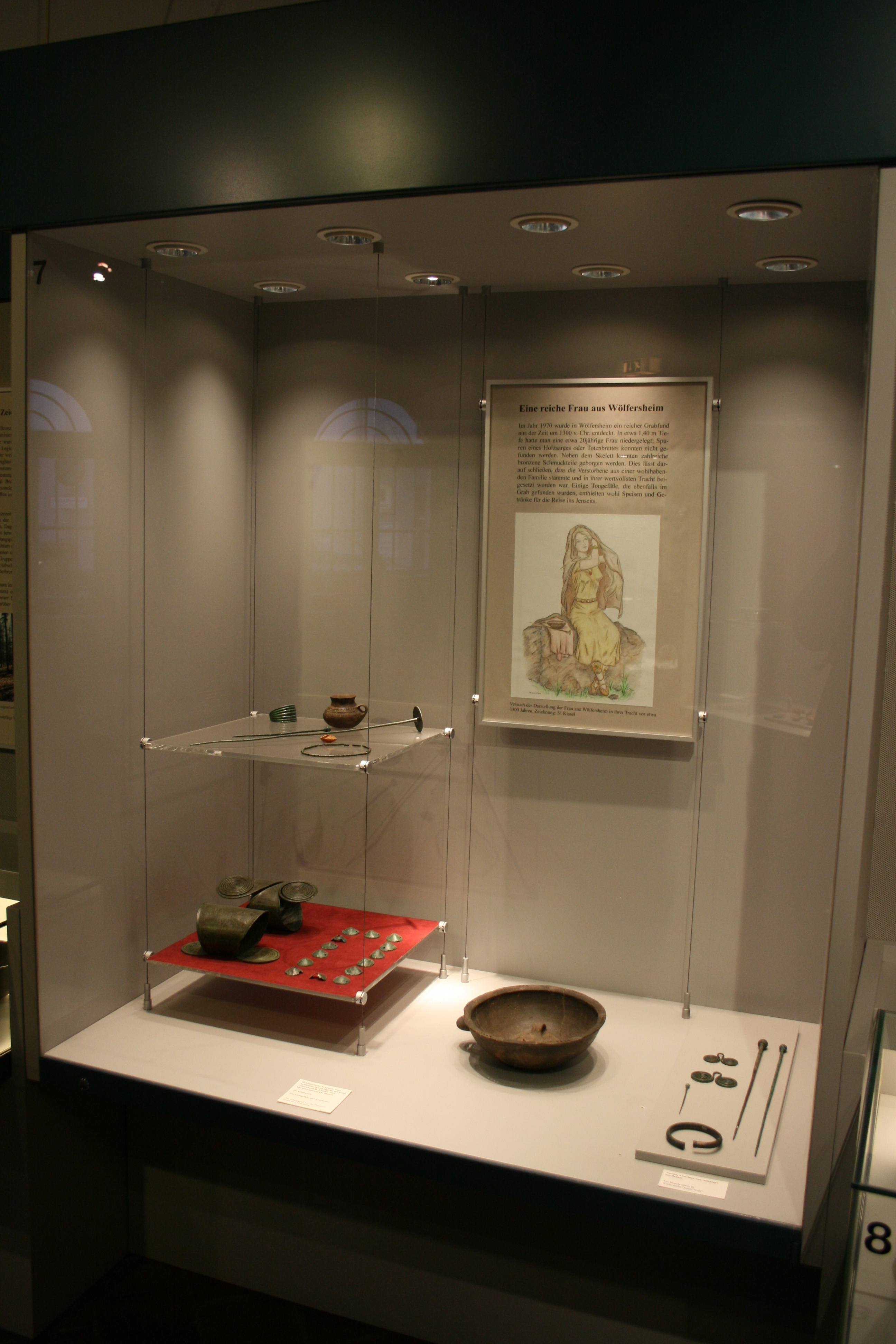
Bronzezeitliches Grab aus Wölfersheim (BZ Stufe Wölfersheim)

Das Museum dokumentiert mit sen Exponaten der Dauerausstellung das Leben der Menschen in Friedberg und der Wetterau von der Vorgeschichte bis ins 20. Jahrhundert. Durch diese kulturgeschichtliche Ausrichtung liegt ein besonderer Schwerpunkt in der archäologischen Abteilung, welche einen großen Teil des Erdgeschosses einnimmt. Im ersten Stockwerk befinden sich vorwiegend mittelalterliche und neuzeitliche Objekte. Ein großer Teil des Obergeschosses ist für längere Sonderausstellungen reserviert. 2010 widmete sich eine solche der jüdischen Geschichte Friedbergs. Bis September 2011 schloss sich eine Ausstellung über archäologische Funde von der Neubautrasse der Bundesstraße 3a an.

### Die Wetterau in Vor- und Frühgeschichte
Die Fruchtbarkeit des Lößlehmbodens machte die Wetterau schon in frühgeschichtlicher Zeit zu einem bevorzugten Siedlungsraum; aus allen archäologisch relevanten Epochen sind hier zahlreiche herausragende Fundstücke verzeichnet. Steinartefakte der Altsteinzeit gehören zu den ältesten bekannten Funden der Region. Mit dem Übergang zu Ackerbau und festen Wohnsitzen gibt es in der Wetterau zahlreiche Funde jungsteinzeitlicher Kulturen, die im Museum durch Keramik, Tonidole und Steinwerkzeuge repräsentiert sind.
Bestattungen mit teilweise reichen Beigaben geben Einblick in die verschiedenen Kulturen und ihre Hinterlassenschaften. Davon ist besonders das Inventar eines Frauengrabs zu nennen, das eponymer Fundort war für die Stufe Wölfersheim der Bronzezeit.
Ebenfalls in zahlreichen Vitrinen mit Grabinventaren ist das Frühmittelalter vertreten, zunächst mit alamannischen, seit dem 6. Jahrhundert n. Chr. fränkischen Funden.

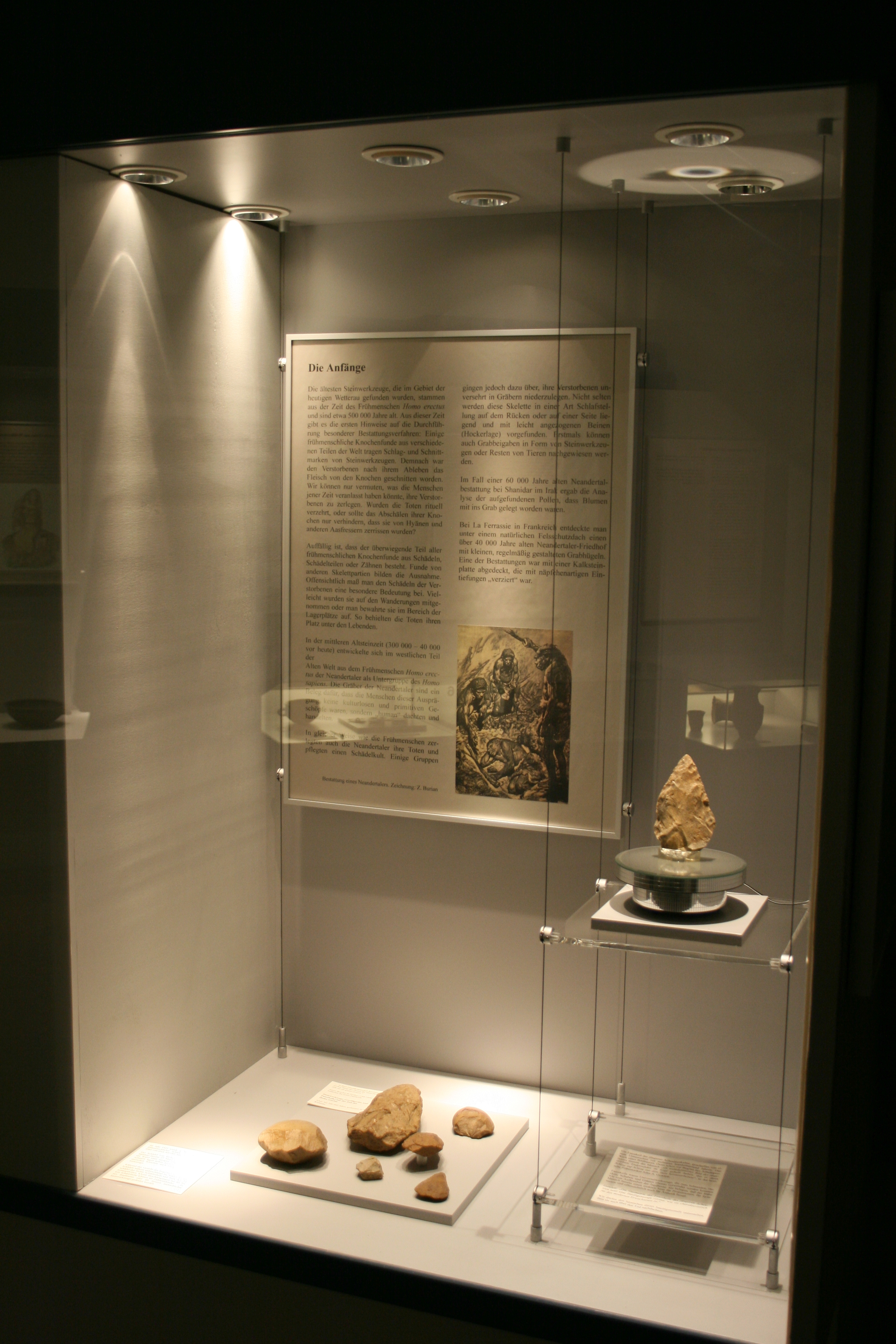
Die ältesten gezeigten Funde gehören in die Altsteinzeit
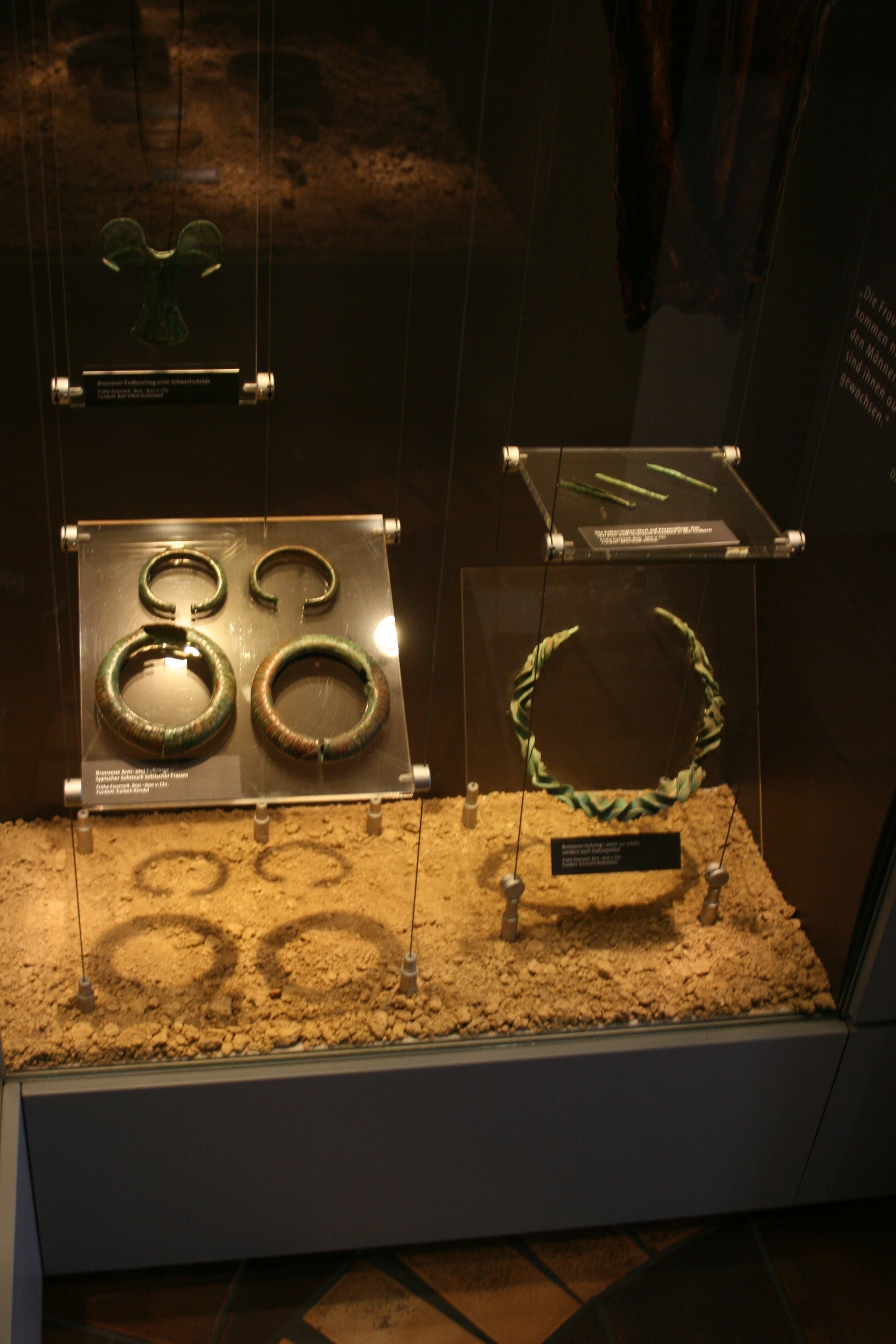
Keltischer Bronzeschmuck
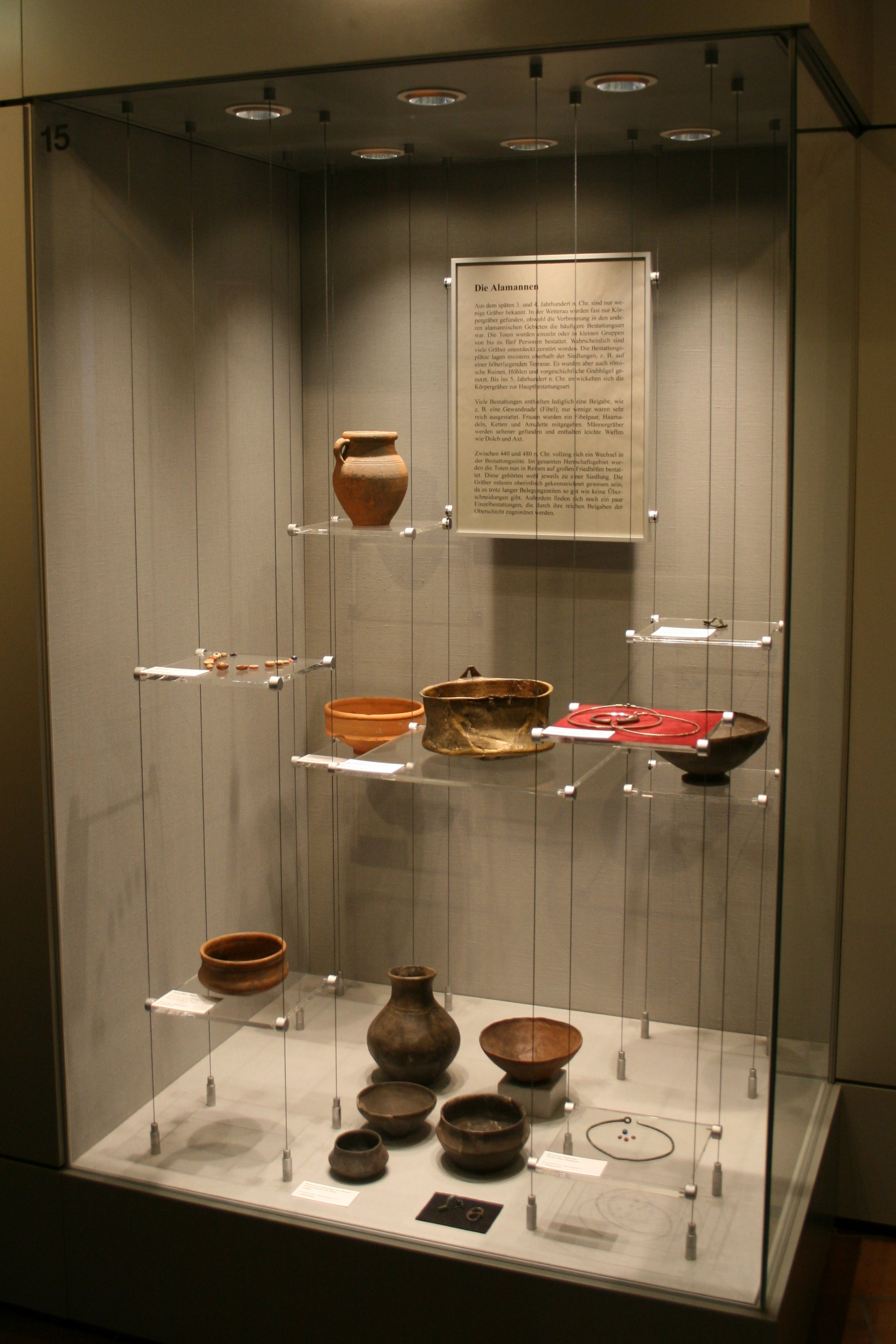
Alamannische Grabfunde aus der Wetterau

### Kelten in der Wetterau
Das Museum ist Anlaufpunkt an der Keltenstraße. Eine 2002 neu gestaltete Abteilung veranschaulicht anhand regionaler Funde die Lebensbedingungen der Kelten mit Hausbau, Handwerkstechniken, Landwirtschaft, Handel, Ernährung bis hin zur Religion. Neben Funden und Rekonstruktionen ermöglichen Karten und Großfotos Einblicke in ein Jahrtausend keltischer Kultur.

### Römerzeit am Wetteraulimes

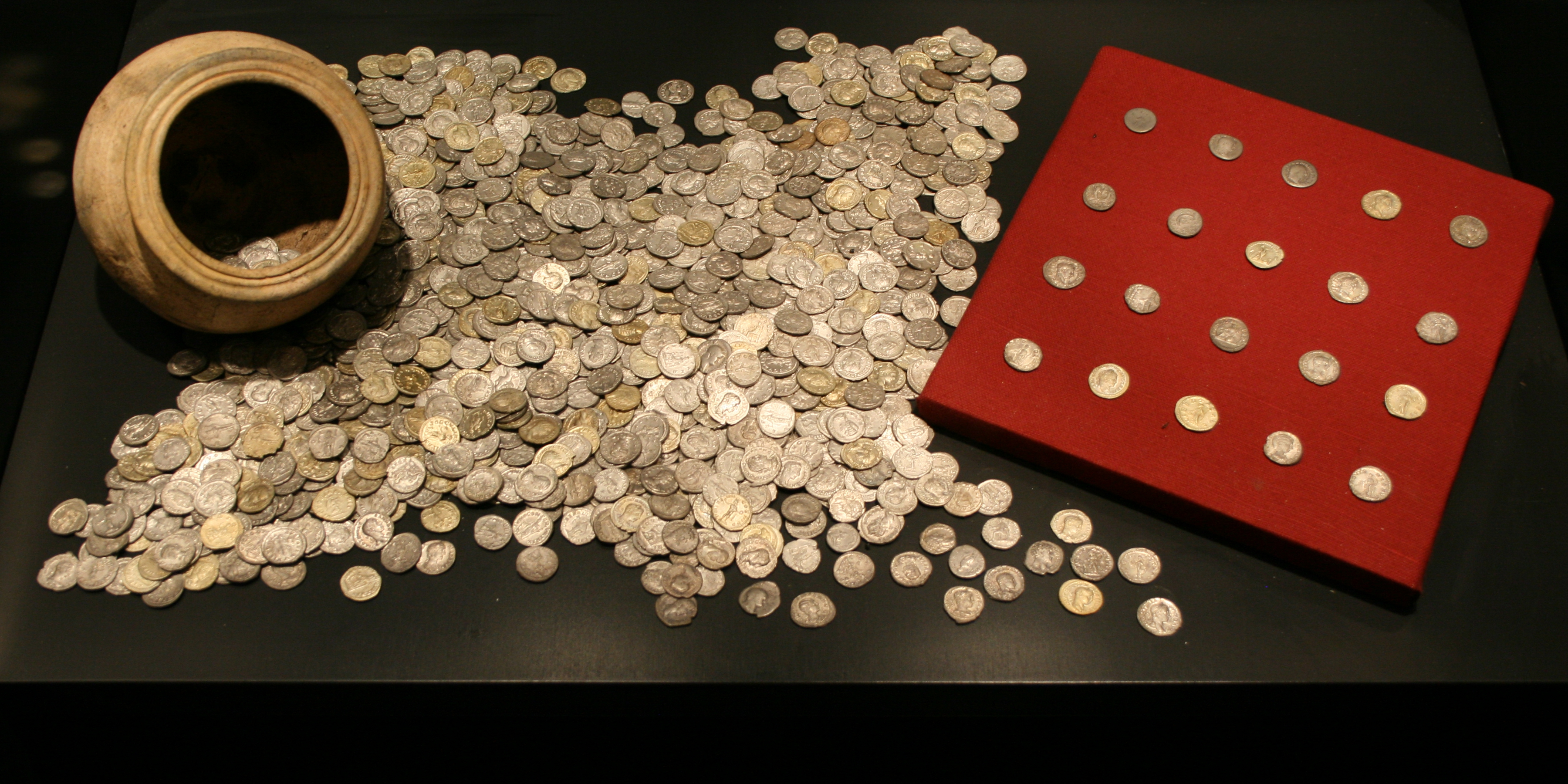
Münzschatz aus Ober-Florstadt, 1136 Denare.

Besonders umfangreich und qualitätvoll ist die römische Epoche vertreten. Anziehungspunkt ist dabei die Präsentation des Münzschatzes von Ober-Florstadt, der aus 1136 Denaren besteht.
Einen seltenen Glücksfall für die Archäologie stellt das Grabinventar aus dem Gräberfeld einer Villa rustica bei Wölfersheim-Wohnbach dar, weil Grabfunde aus dem Umfeld dieser Anlagen relativ selten sind. Die prächtige Ausstattung lässt darauf schließen, dass es sich bei der bestatteten Frau um ein Mitglied der Besitzerfamilie gehandelt hat.
Sehr zahlreich vertreten sind die Steindenkmäler aus römischer Zeit, darunter ein Mithrasrelief sowie zwei cautopates (Fackelträger). Ebenfalls aus dem Friedberger Mithraeum stammen zwei Inschriften von beneficiarii consulares. Vom Kastell Kapersburg sind zwei Steindenkmäler ausgestellt, ein Epona-Relief sowie die Bauinschrift vom horreum. Vervollständigt wird die Steinsammlung von einem Leugenstein der Civitas Taunensium, der sich vor dem Treppenaufgang befindet. Es handelt sich um eine der spätesten Inschriften aus dem direkten Hinterland des Limes vor dem sogenannten Limesfall, datiert auf das Jahr 250 n. Chr.
Weitere Vitrinen zeigen Funde zu den Themen Handel und Handwerk, Schreiben und Lesen, römische Küche und Soldatenleben am Limes. Eine Villa rustica ist als Modell nachgebildet.

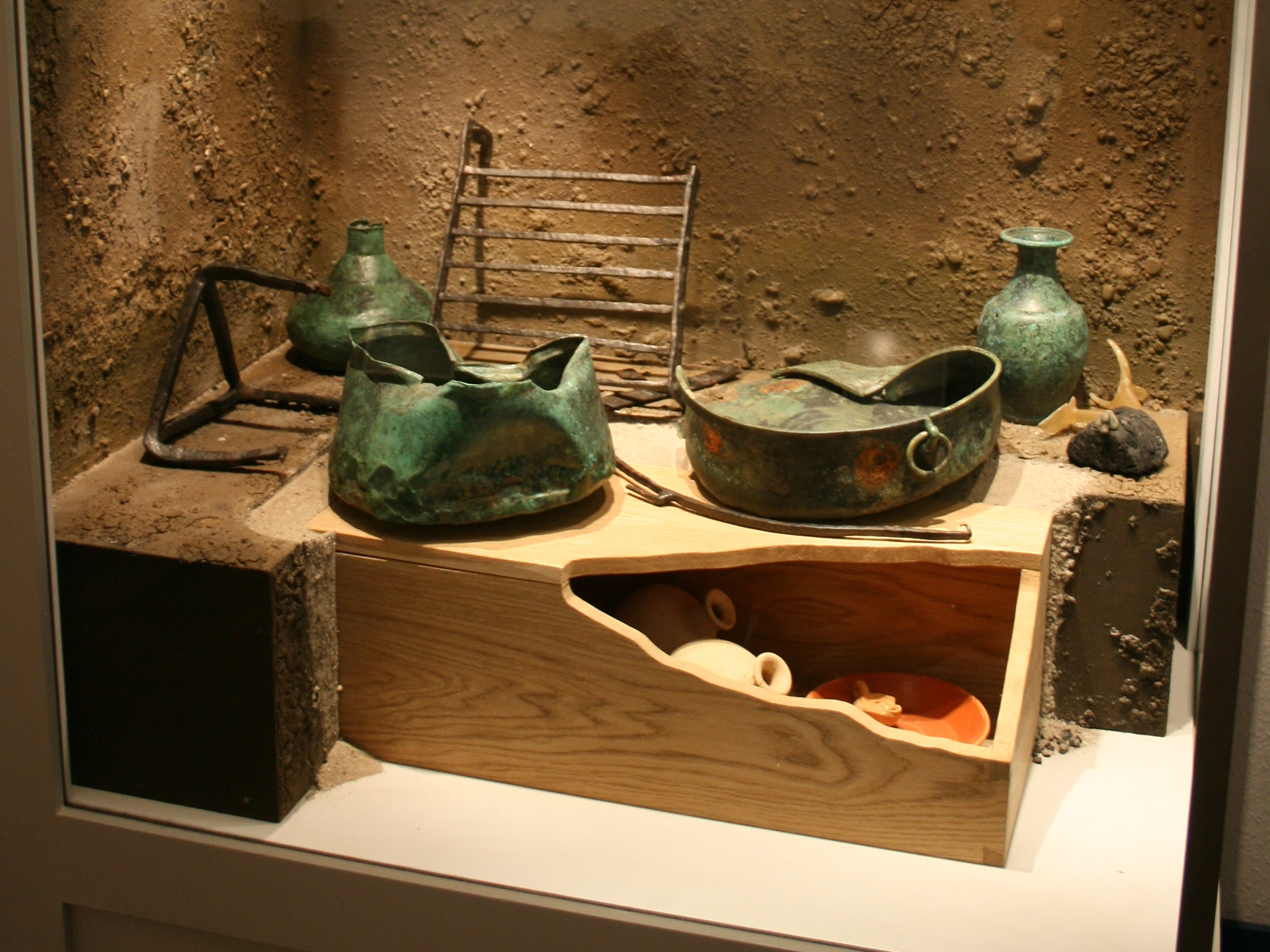
Grabinventar aus dem Gräberfeld einer Villa rustica bei Wölfersheim-Wohnbach
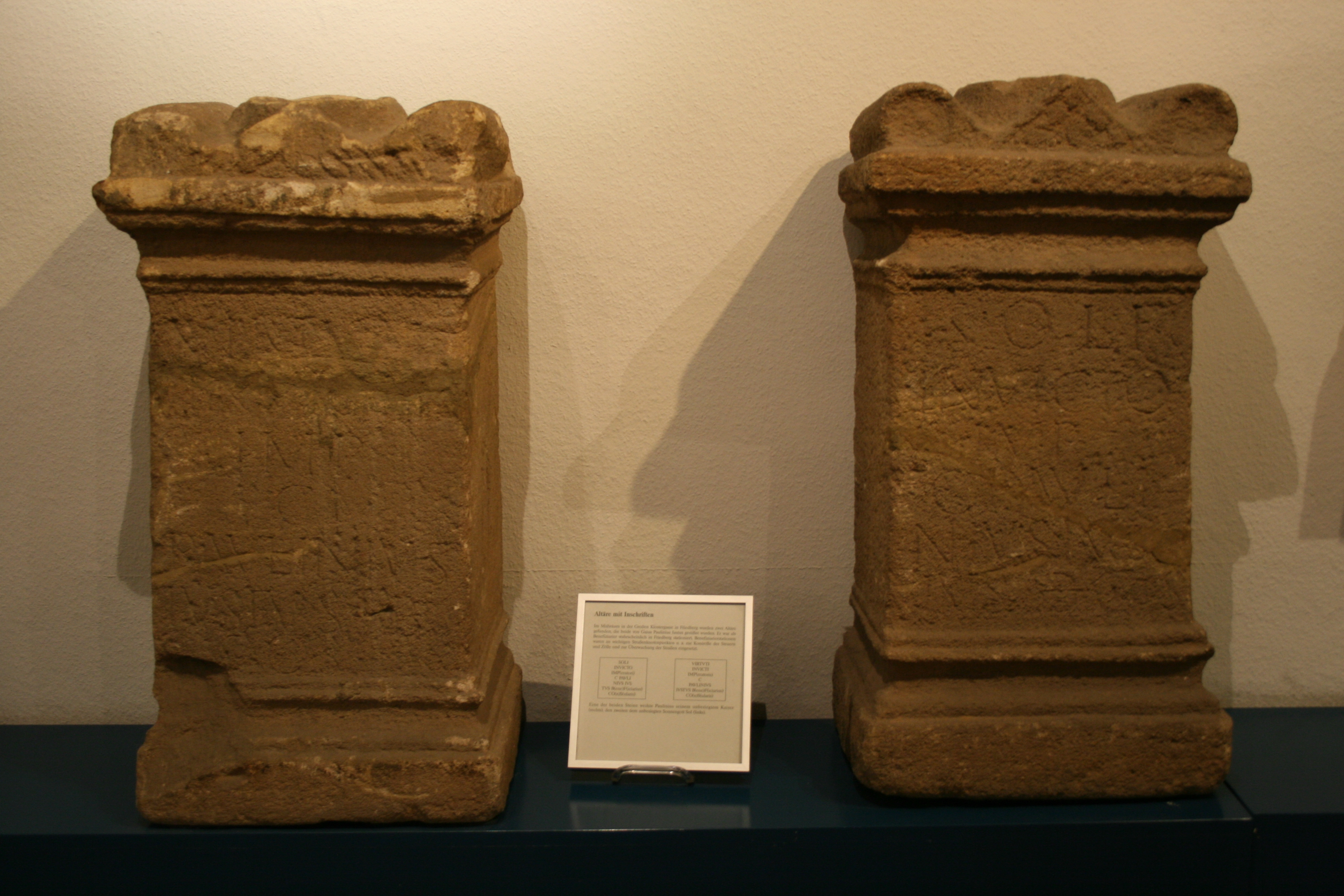
Benefiziarierinschriften aus dem Mithraeum Friedberg (CIL XIII 7399-7400)
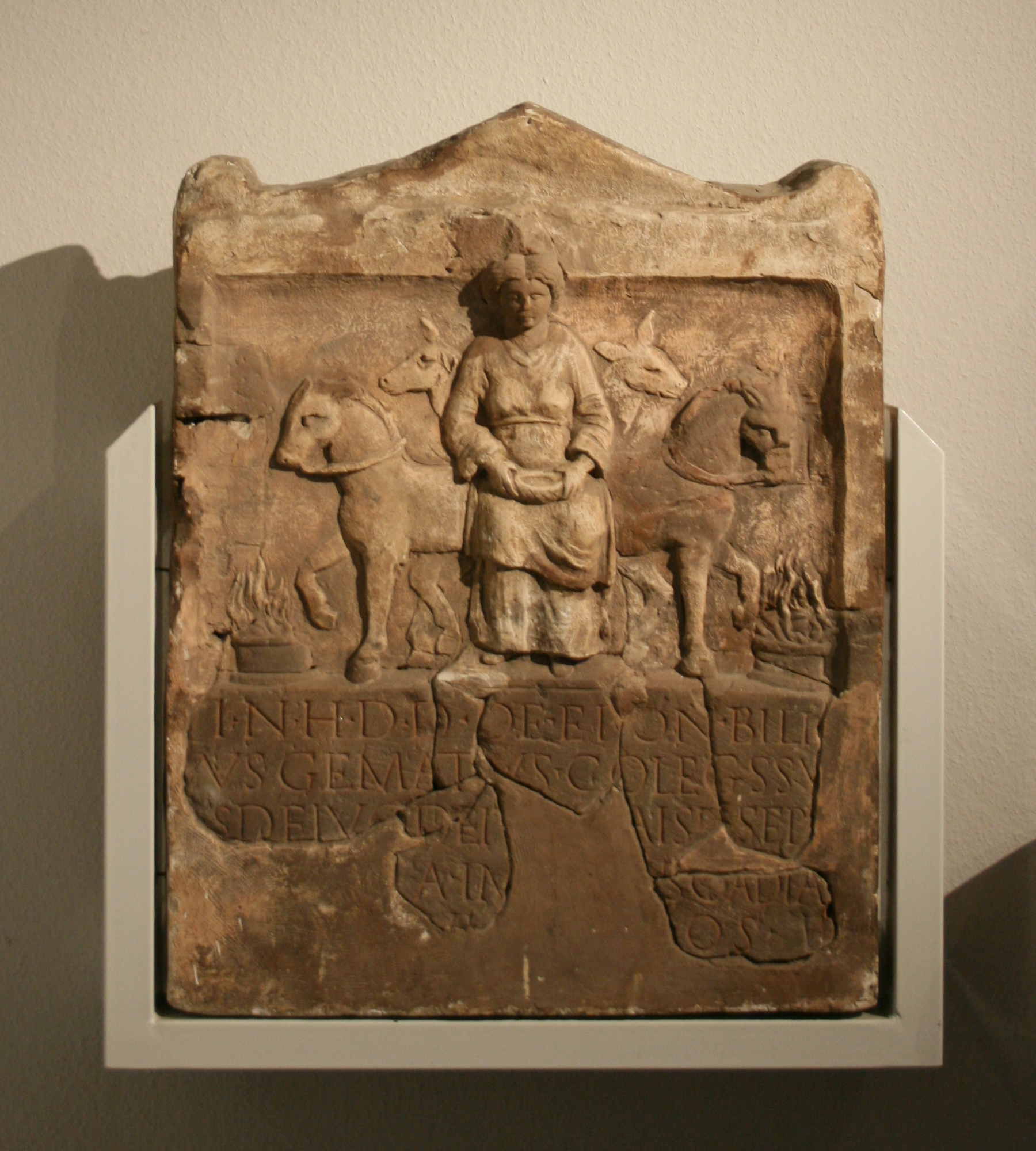
Epona-Relief aus dem Limeskastell Kapersburg.
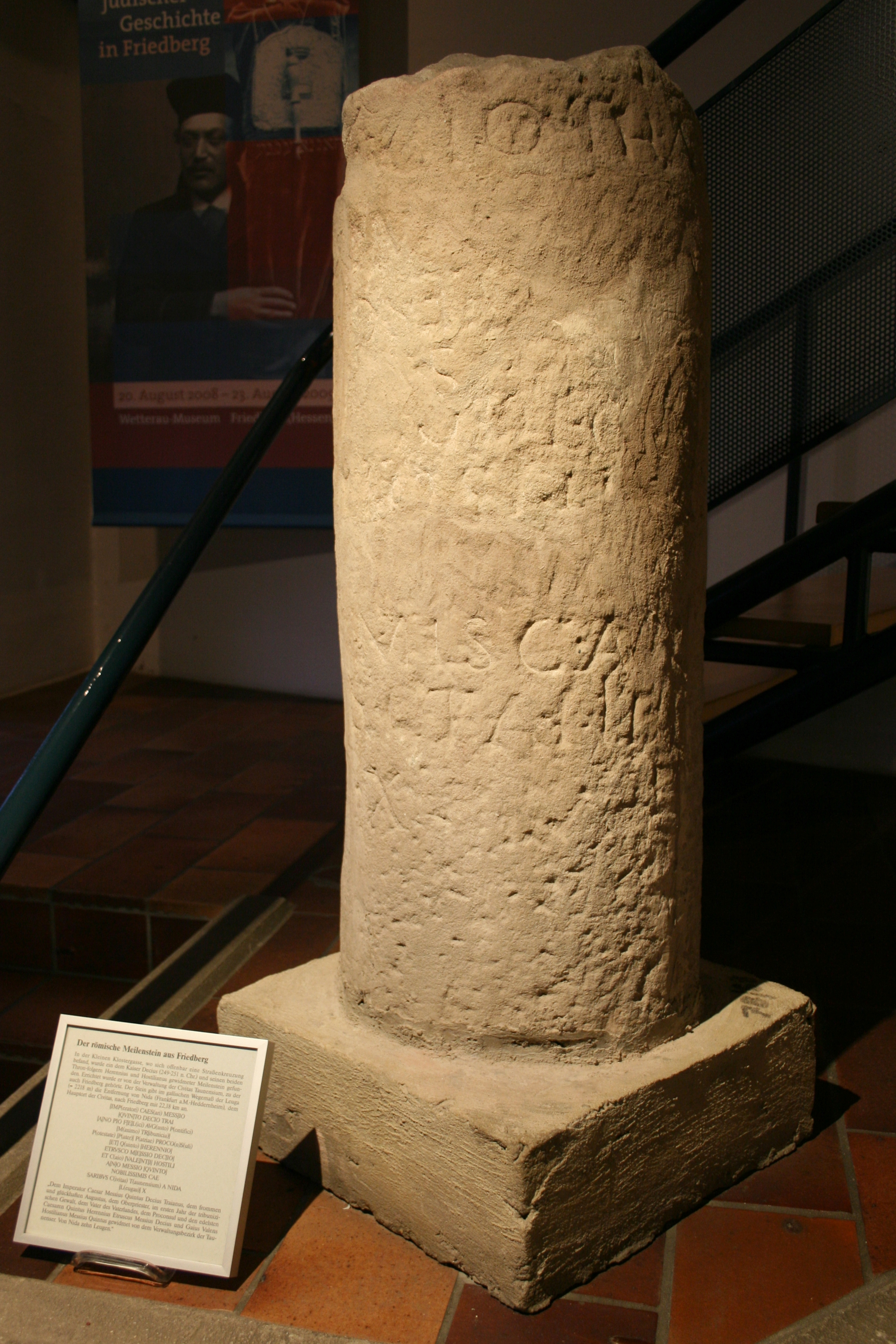
Leugenstein CIL XIII 9123

### „Glanzstücke“ zur Geschichte der Stadt und Burg Friedberg
Die Abteilung im Obergeschoss des Museums präsentiert die Geschichte der Reichsstadt Friedberg, der Reichsburg und der Burggrafschaft Friedberg. Ein Modell zeigt eine der größten Burganlagen Deutschlands zusammen mit der Stadt. Drei historische Ansichten aus dem 16. Jahrhundert, davon eine über drei Meter breit, lassen die Reichsstadt im späten Mittelalter lebendig werden. Weitere Ausstellungsstücke gehören zur Stadtkirche sowie zur jüdischen Gemeinde in Friedberg, von der in der Altstadt ein Ritualbad erhalten ist.
Ebenfalls in dieser Abteilung wird das sogenannte „Lutherschwert“ ausgestellt, ein Bidenhänder, der dem Reichsherold Kaspar Sturm zugeschrieben wurde. Das Schwert ist im Rahmen von Sonderausstellungen, besonders im aktuellen Lutherjahrzehnt häufiger ausgeliehen. Es wurde 1841 von Nachfahren durch einen Friedberger Buchhändler für 200 Gulden erworben und gelangte zunächst als Dauerleihgabe in das Museum. In den 1970er Jahren wurde es schließlich der Stadt Friedberg geschenkt. Die schneckenförmig aufgerollten Enden der Parierstange zeigen, dass es zum sogenannten deutschen Typ gehört, der um 1520 noch nicht verbreitet war. Neuere Untersuchungen datieren das Schwert deshalb auf das späte 16. oder frühe 17. Jahrhundert.
Eher ungewöhnlich in dem historisch ausgerichteten Museum ist eine Sammlung von Kunstwerken des 20. Jahrhunderts mit Werken von Hans Arp, Lucio Fontana, Hermann Goepfert und Ernst Wilhelm Nay. Sie kamen mit dem Nachlass des Friedberger Lyrikers und Essayisten Fritz Usinger an das Museum und haben einen festen Platz im ersten Obergeschoss.

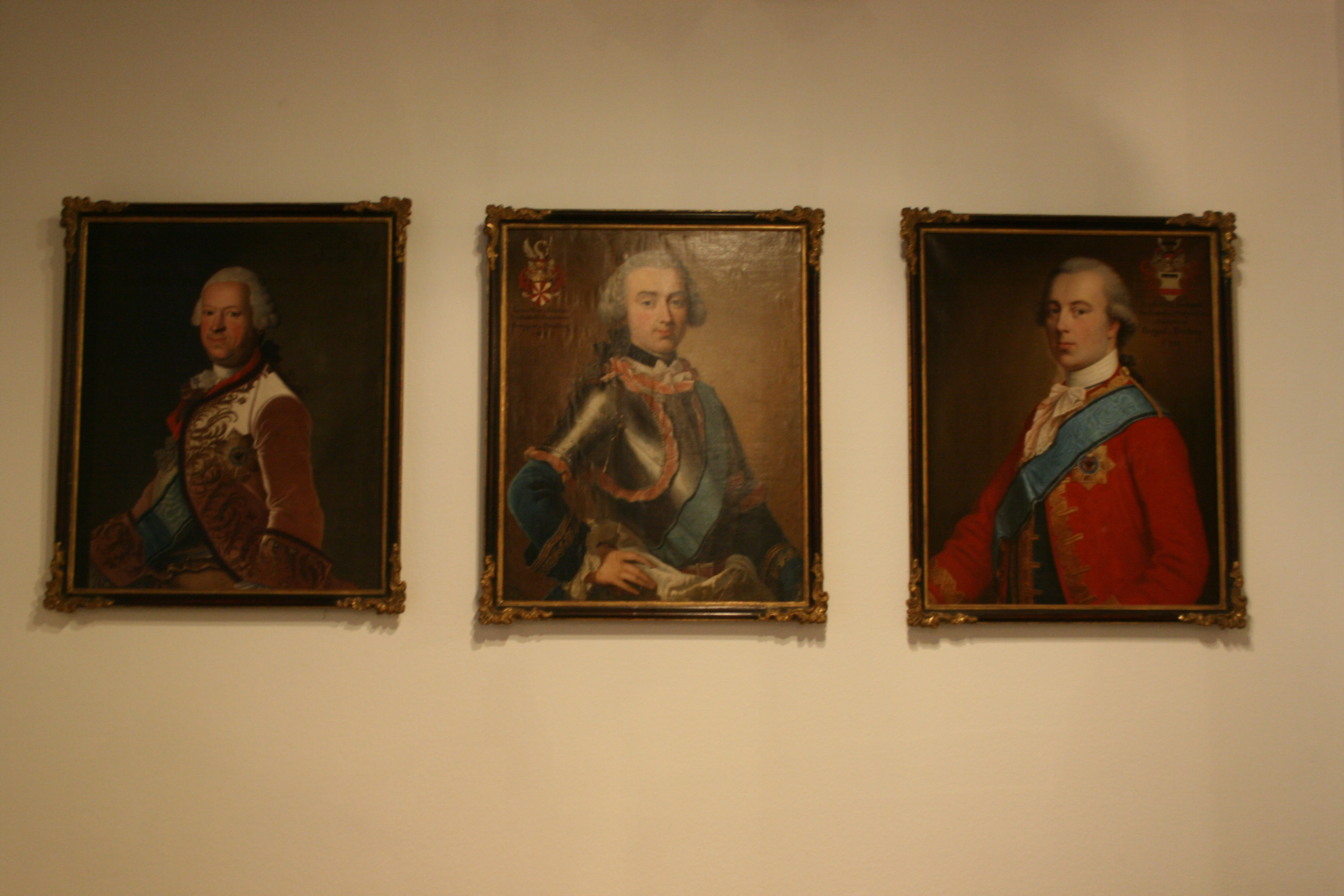
Porträts Friedberger Burggrafen, v. l. n. r.: Franz Heinrich von Dalberg, Johann Maria Rudolf Reichsgraf Waldbott von und zu Bassenheim, Clemens August von Westphalen.
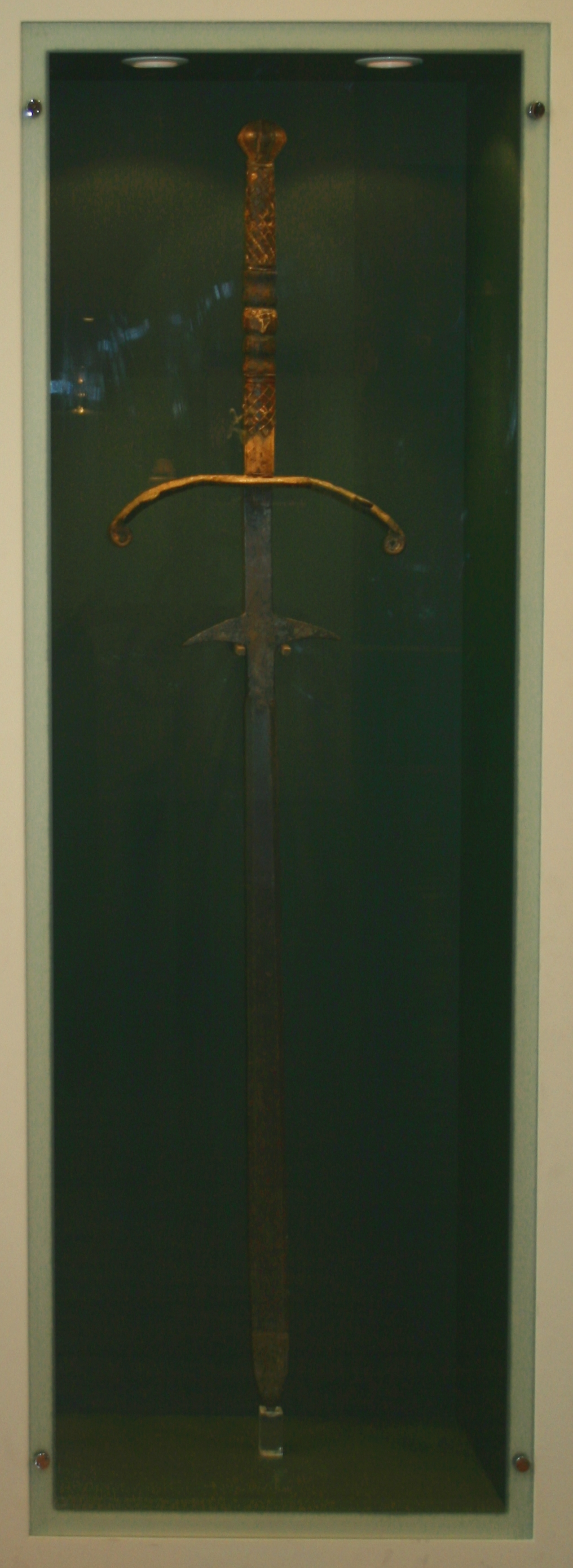
Das dem Reichsherold Kaspar Sturm zugeschriebene Schwert

### Von der Sichel zur Dreschmaschine
Eine großräumige Ausstellung schließt im Erdgeschoss an die Vor- und Frühgeschichte an. Grund für den hohen Platzbedarf ist das Thema Zur Modernisierung und Mechanisierung der ländlichen Arbeitswelt in der Wetterau 1800-1959. Angefangen bei einfachen bäuerlichen Werkzeugen reicht die Palette der Ausstellungsstücke über eine Lanz-Dreschmaschine bis zu einem Lanz-Bulldog von 1927.

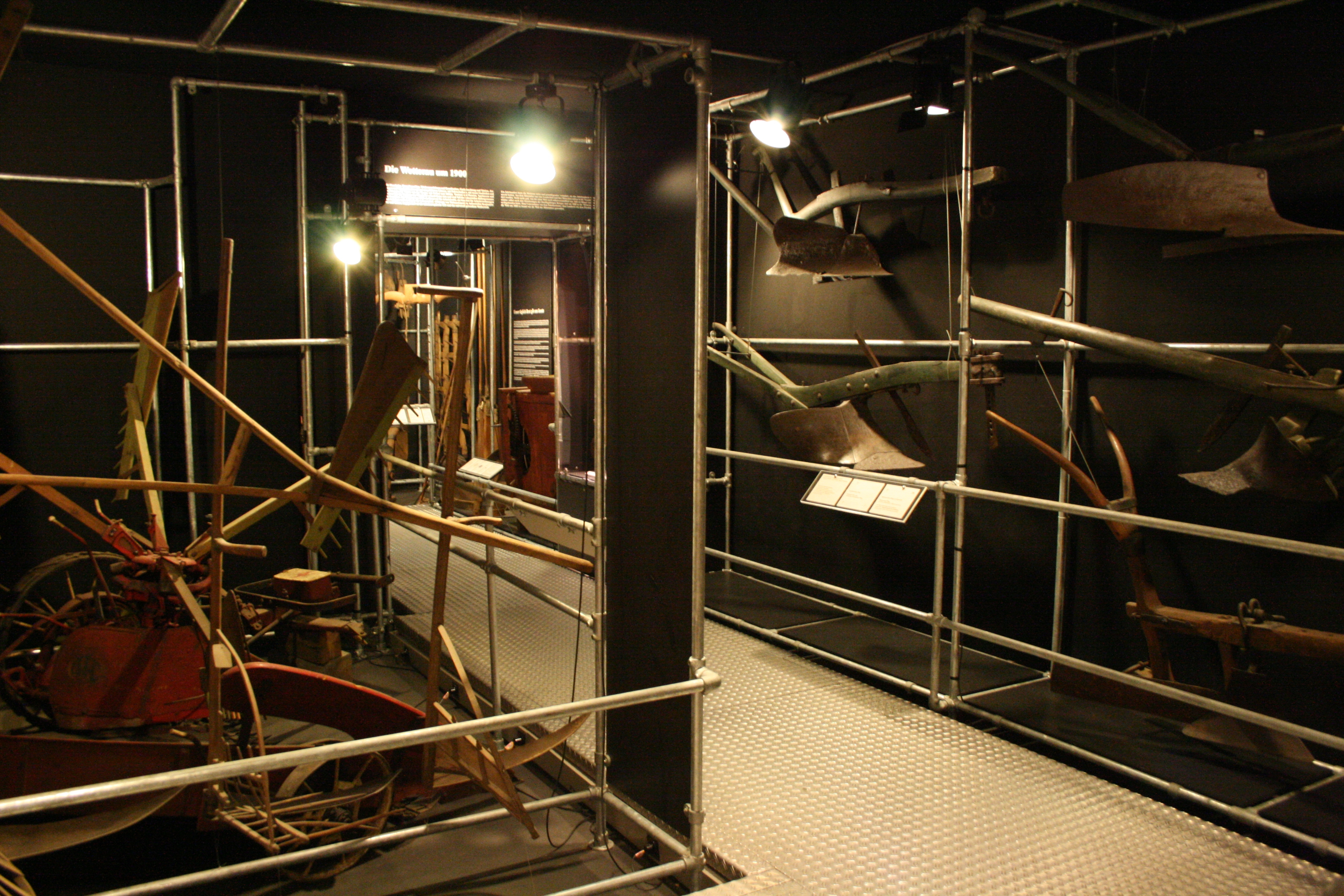
Blick in die Ausstellung zur Mechanisierung der Landwirtschaft
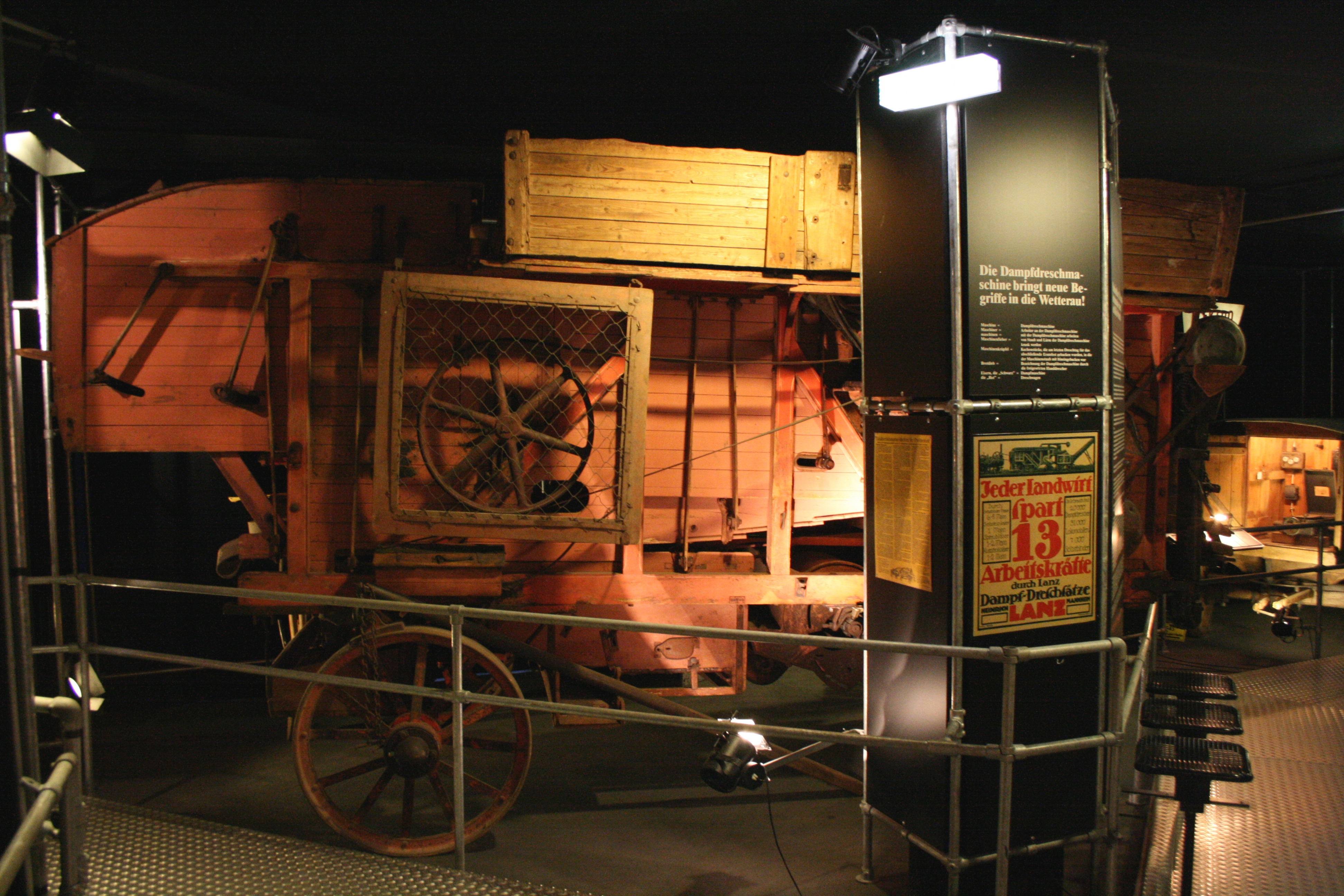
Lanz-Dreschmaschine

### Kolonialwarenladen der Jahrhundertwende

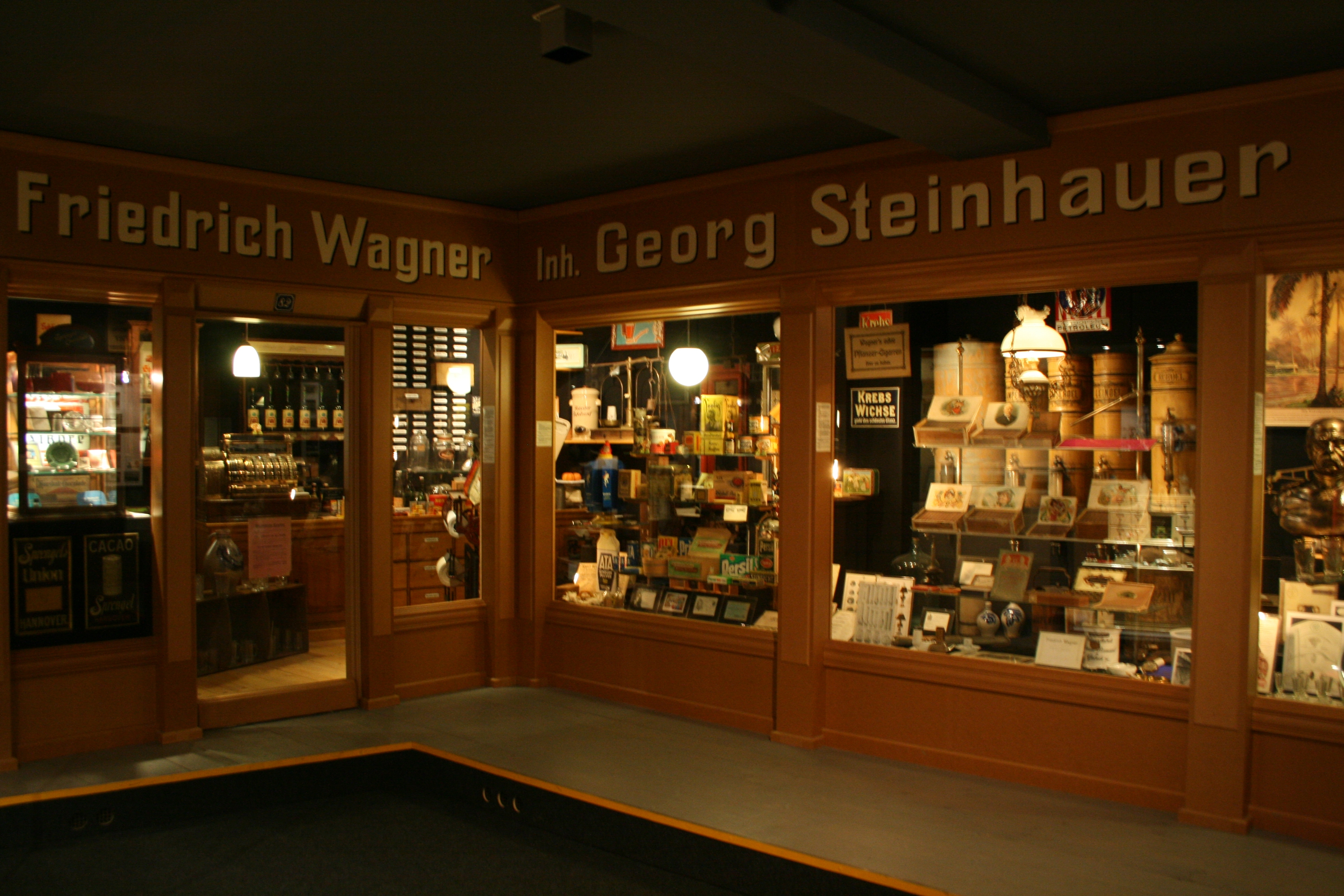
Kolonialwarenladen um die Wende vom 19. zum 20. Jahrhundert

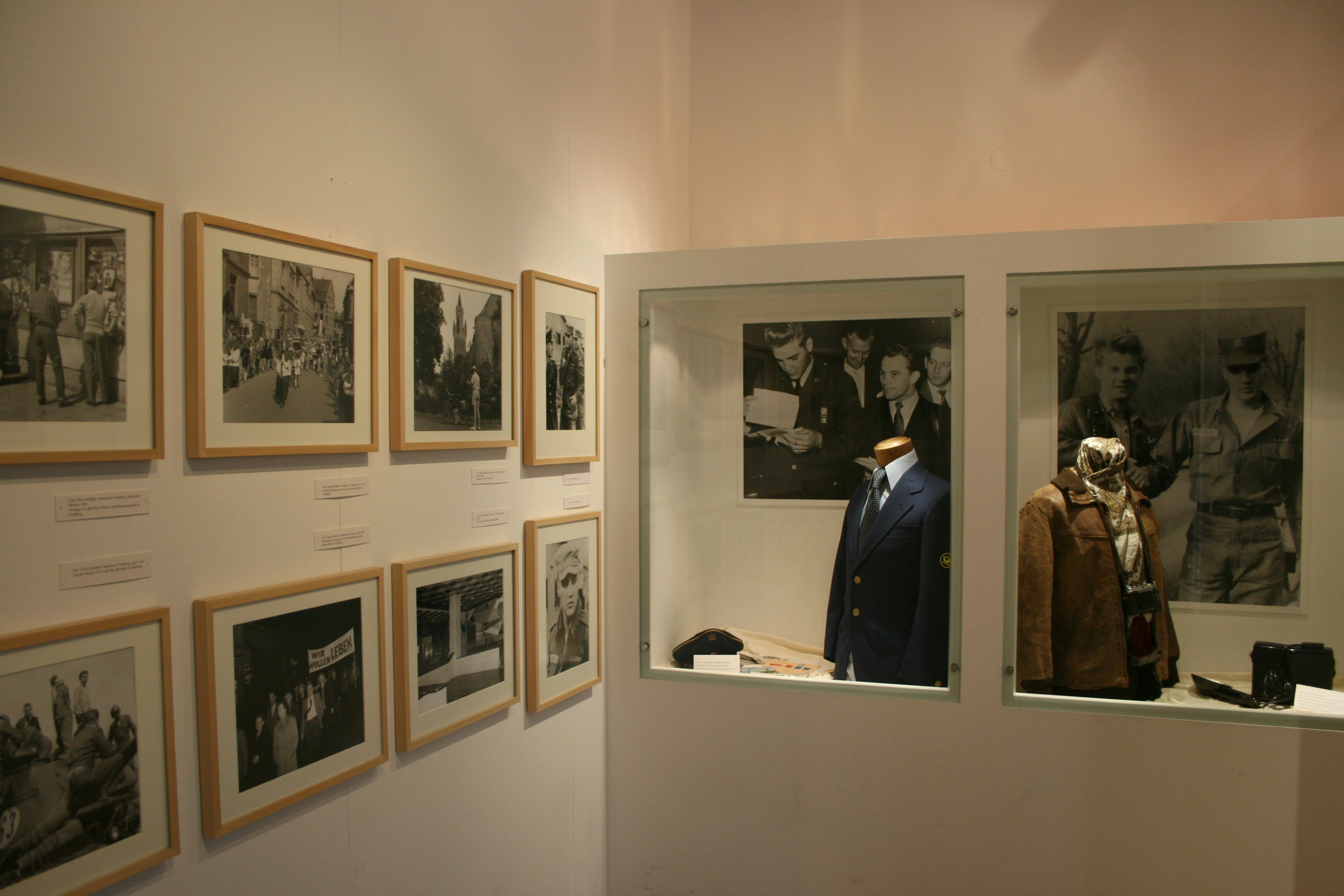
Blick in die Elvis-Ausstellung.

Als Schenkung der Familie Steinhauer gelangte das Inventar des Friedberger Einzel- und Großhandelsgeschäfts der Familien Wagner und Steinhauer an das Museum. Es befindet sich im Ersten Stock mit dem Sortiment und der Präsentation um die Wende vom 19. zum 20. Jahrhundert ausgestellt. Das anfängliche (1792) Angebot an Waren des täglichen Bedarfs, Glas und Porzellan wurde später zu einem Einzel- und Großhandelsgeschäft ausgebaut, wobei eine Kaffeerösterei, Tabakgroßhandel und Handel mit Beleuchtungsartikeln hinzukam.

### The Army Home of Elvis Presley
Im Anschluss an eine Sonderausstellung zum 25. Todestag 2002 wurde 2003 in die stadtgeschichtliche Ausstellung ein Teil zu dem wohl berühmtesten Gast Friedbergs, Elvis Presley, integriert. Presley war zwischen 1958 und 1960 als Soldat in den Ray Barracks in Friedberg stationiert, gewohnt hat er in Bad Nauheim. Die Ausstellung zeigt unter anderem Bilder von Elvis als Soldat, aus dem Friedberg der späten 1950er Jahre sowie einige Originalobjekte.

### Der Museumshof

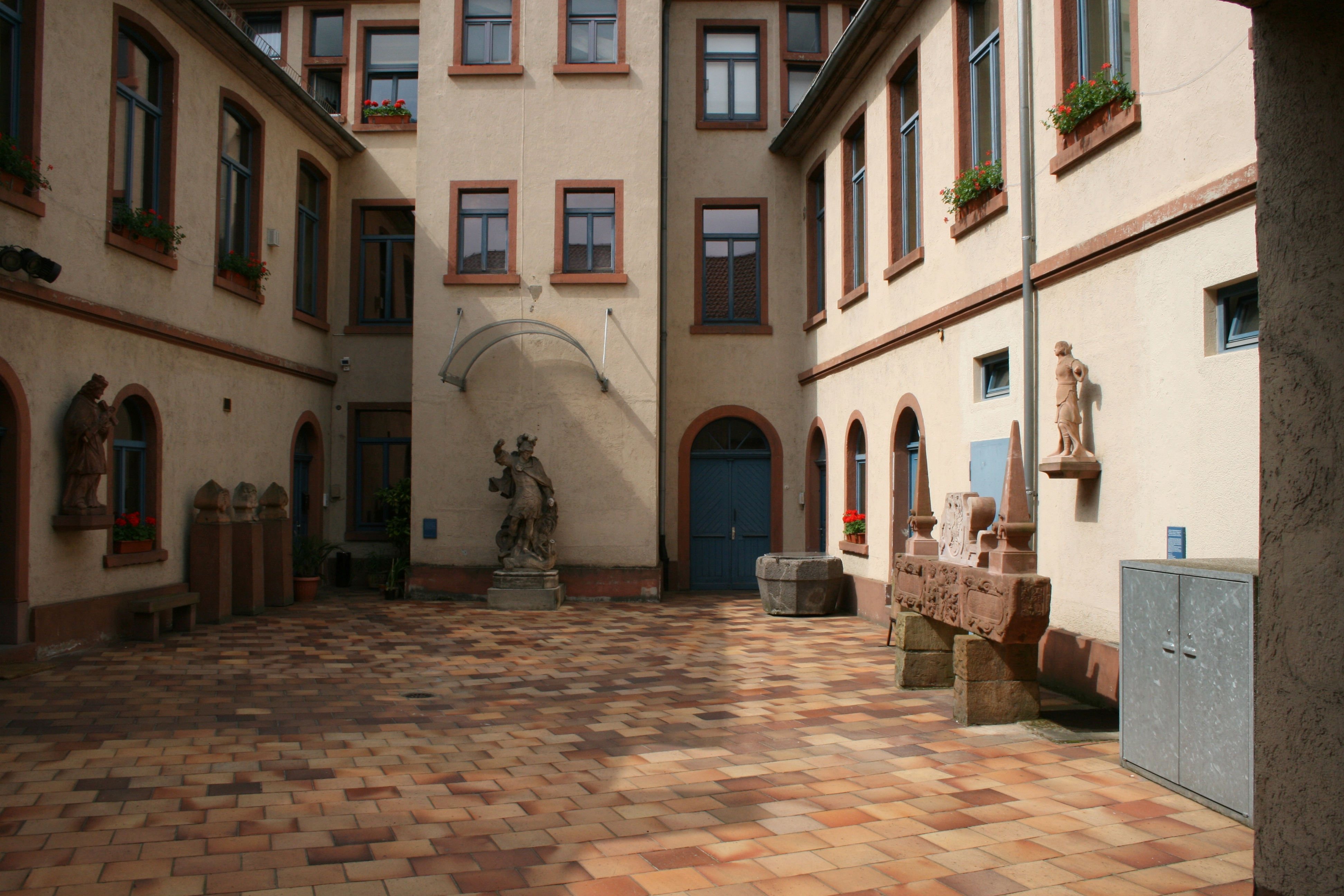
Blick in den Museumshof, in der Bildmitte die Figur vom Georgsbrunnen

Der Innenhof wird sowohl für museumspädagogische Veranstaltungen als auch zur Ausstellung von Steindenkmälern genutzt. Hier befindet sich unter anderem eine barocke Statue des Heiligen Georg mit dem Drachen vom Georgsbrunnen in der Burg. Weiterhin sind mehrere Teile von anderen Friedberger Brunnen sowie frühneuzeitliche Grabplatten ausgestellt. In der Tordurchfahrt befindet sich der Grabstein des Friedberger Burggrafen Johann Brendel von Homburg.